# Hrabia Courtown

## Informacje ogólne
- Dodatkowymi tytułami hrabiego Courtown są:
  - wicehrabia Stopford (od 1762 r.)
  - baron Courtown (od 1758 r.)
  - baron Saltersford (od 1796 r.)
- Najstarszy syn hrabiego Courtown nosi tytuł wicehrabiego Stopford

Hrabiowie Courtown 1. kreacji (parostwo Irlandii)
- 1762–1770: James Stopford, 1. hrabia Courtown
- 1770–1810: James Stopford, 2. hrabia Courtown
- 1810–1835: James George Stopford, 3. hrabia Courtown
- 1835–1858: James Thomas Stopford, 4. hrabia Courtown
- 1858–1914: James George Henry Stopford, 5. hrabia Courtown
- 1914–1933: James Walter Milles Stopford, 6. hrabia Courtown
- 1933–1957: James Richard Neville Stopford, 7. hrabia Courtown
- 1957–1975: James Montagu Burgoyne Stopford, 8. hrabia Courtown
- 1975 -: James Patrick Montagu Burgoyne Winthrop Stopford, 9. hrabia Courtown

Następca 9. hrabiego Courtown: James Richard Ian Montagu Stopford, wicehrabia Stopford